# گاومرغ درخشان
گاومرغ درخشان (نام علمی: Molothrus bonariensis) یک پرنده گنجشک در دنیای جدید از خانواده سیاه‌پره‌ایان است. در بیشتر مناطق آمریکای جنوبی به جز جنگل‌های انبوه و مناطق با ارتفاع زیاد مانند کوه‌ها زادآوری می‌کند.  از سال 1900، محدوده پرندگان گاومرغ‌های درخشان به سمت شمال تغییر کرده است و در جزایر کارائیب و همچنین ایالات متحده ثبت شده است، جایی که در جنوب فلوریدا  در حال تولید مثل است.  این گونه پرنده‌ای است که با زیستگاه‌های باز، از جمله زمین‌های آشفته ناشی از کشاورزی و جنگل‌زدایی  مرتبط است. 
بالغان از نظر جنسی دوشکلی هستند. نرها همه سیاه با جلای رنگین‌کمانی بنفش آبی هستند. جنس ماده کوچکتر است و دارای پرهای قهوه‌ای مات است که گاهی اوقات در زیرتنه کم‌رنگ‌تر است. ماده‌های این گونه را می‌توان با نوک‌های بلندتر و ظریف‌تر و سرهای صاف‌تر از گاومرغ سرقهوه‌ای ماده متمایز کرد رژیم غذایی پرندگان گاومرغ درخشان عمدتاً از حشرات و دانه‌ها تشکیل شده است و آن‌ها در جستجوی غلات در لابه‌لای گاوها ثبت شده‌اند. 
مانند بسیاری از گاومرغ‌ها، این یک انگل اجباری است که در آشیانۀ بسیاری از گونه‌های پرندگان دیگر مانند گنجشک طوق‌حنایی تخم‌گذاری می‌کند.  گونه‌های میزبان مختلف، واکنش‌های متفاوتی به انگلی‌شدن آشیانه‌هایشان نشان می‌دهند، با رفتارهایی از پذیرش و مراقبت از تخم‌های پرنده گاومرغ تا رد کردن تخم‌ها از لانه.  از آنجایی که پرنده گاومرغ درخشان یک انگل مولد عمومی موثر است، می‌توان آن را همتای آمریکای جنوبی پرنده گاومرغ سرقهوه‌ای دانست. 

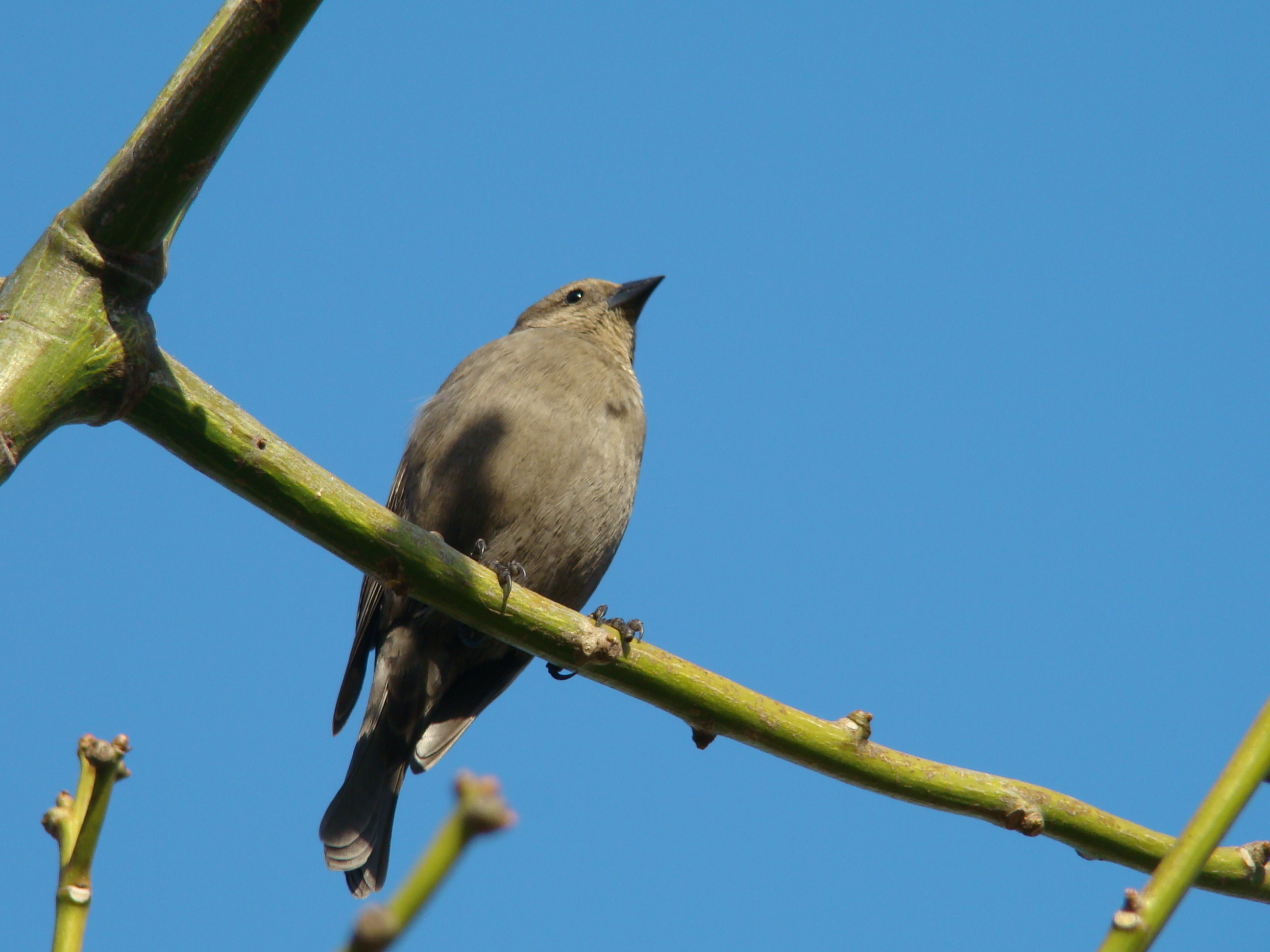
گاومرغ درخشان ماده

گروه‌شدن نرها

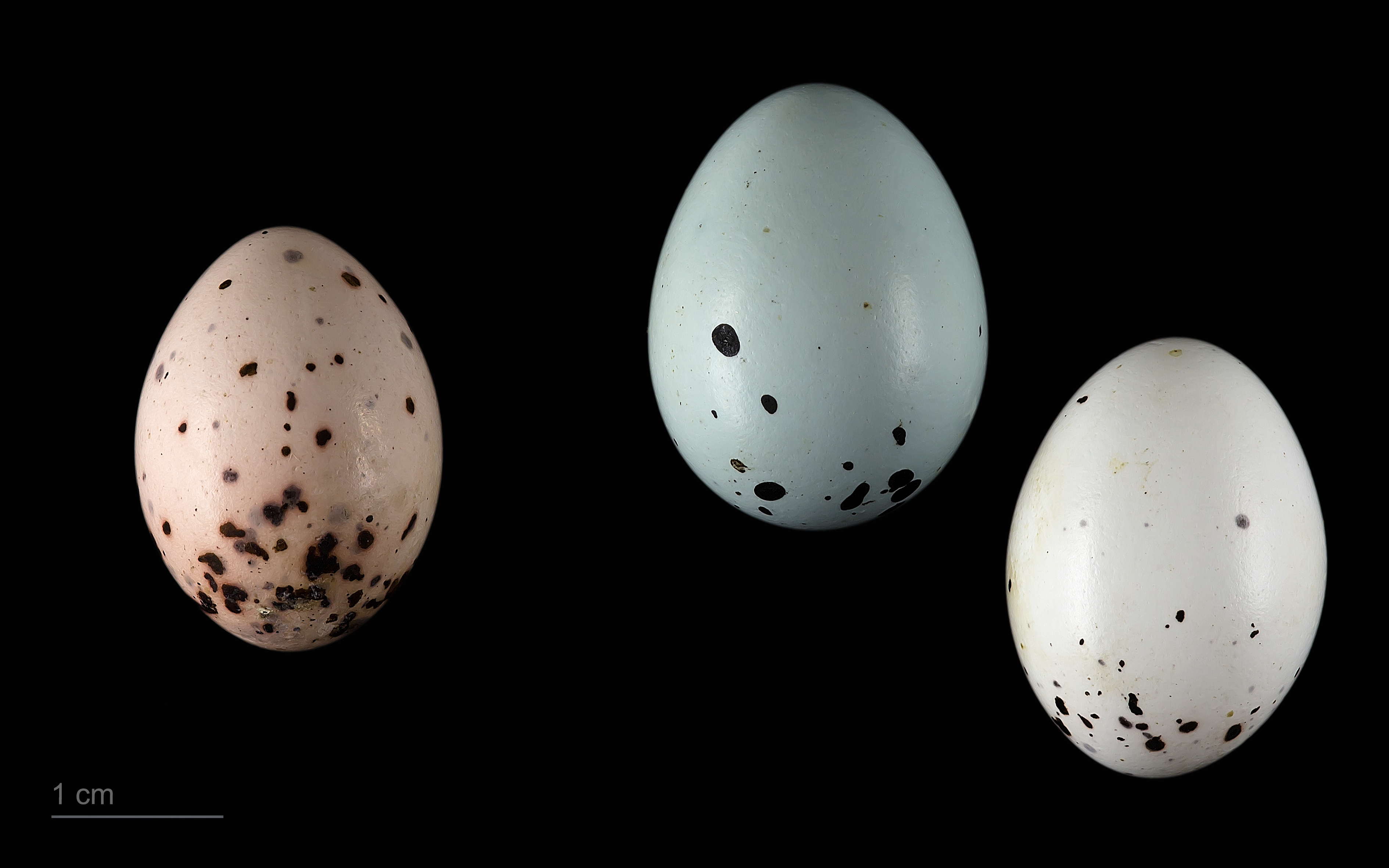
Molothrus bonariensis در یک دسته‌تخم از Curaeus curaeus - MHNT

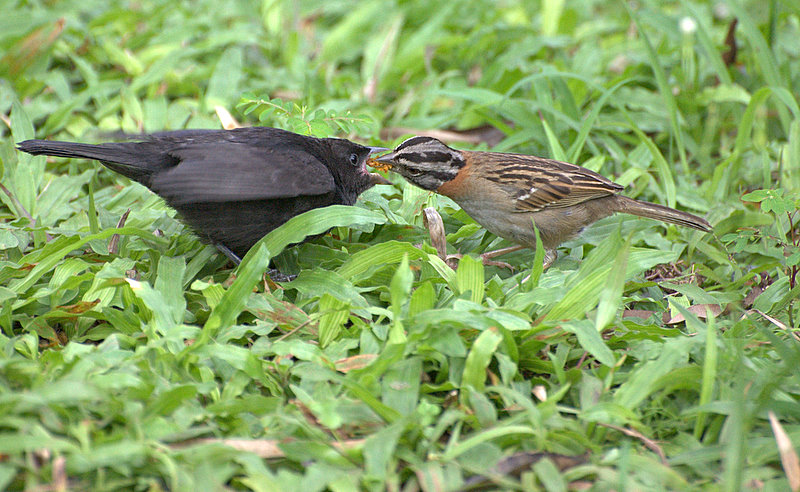
یک نوجوان (سمت چپ) که توسط گنجشکی طوق‌حنایی تغذیه می‌شود (راست)